# La Recherche photographique
Pour les articles homonymes, voir Recherche et Photographique.
La Recherche photographique est une revue semestrielle française spécialisée, parue de septembre 1986 au printemps 1997, éditée par « Paris Audiovisuel » et l'Université Paris VIII et fondée par Jean-Luc Monterosso (président de Paris Audiovisuel) et Christian Mayaud (Université Paris VIII).

## Historique
Elle compte vingt numéros publiés, chacun étant consacré à un thème différent pour lequel l'équipe rédactionnelle réunit une documentation complète, qui représentait à l'époque un outil de travail inédit. 
Ont ainsi été traités notamment les sujets suivants : 
- 1987 : les liens entre cinéma et photographie ;
- 1988 : la photographie érotique[1] ;
- 1989 : la photographie de guerre[2]
- 1990 : la photographie japonaise ;
- 1991 : l'ombre ;
- 1992 :
  - Roland Barthes et la photographie[3] ;
  - L'Europe 1970-1990[4].
- 1996 : Critique et politique[5].

## Rédaction
- Rédacteur en chef : André Rouillé
- Directrice de rédaction : Dominique Baqué
- Comité de rédaction : Pierre Bonhomme, Anne Cartier-Bresson, Alain Desvergnes, Catherine Floc'hlay, André Gunthert, Bernard Marbot et Françoise Reynaud.